# Anna Lindhagen
Anna Jakobina Johanna Lindhagen (ur. 7 kwietnia 1870 w Sztokholmie, zm. 15 maja 1941 w Sztokholmie) – szwedzka sufrażystka i polityczka socjaldemokratyczna.
Była córką Alberta Lindhagena, urbanisty i polityka.

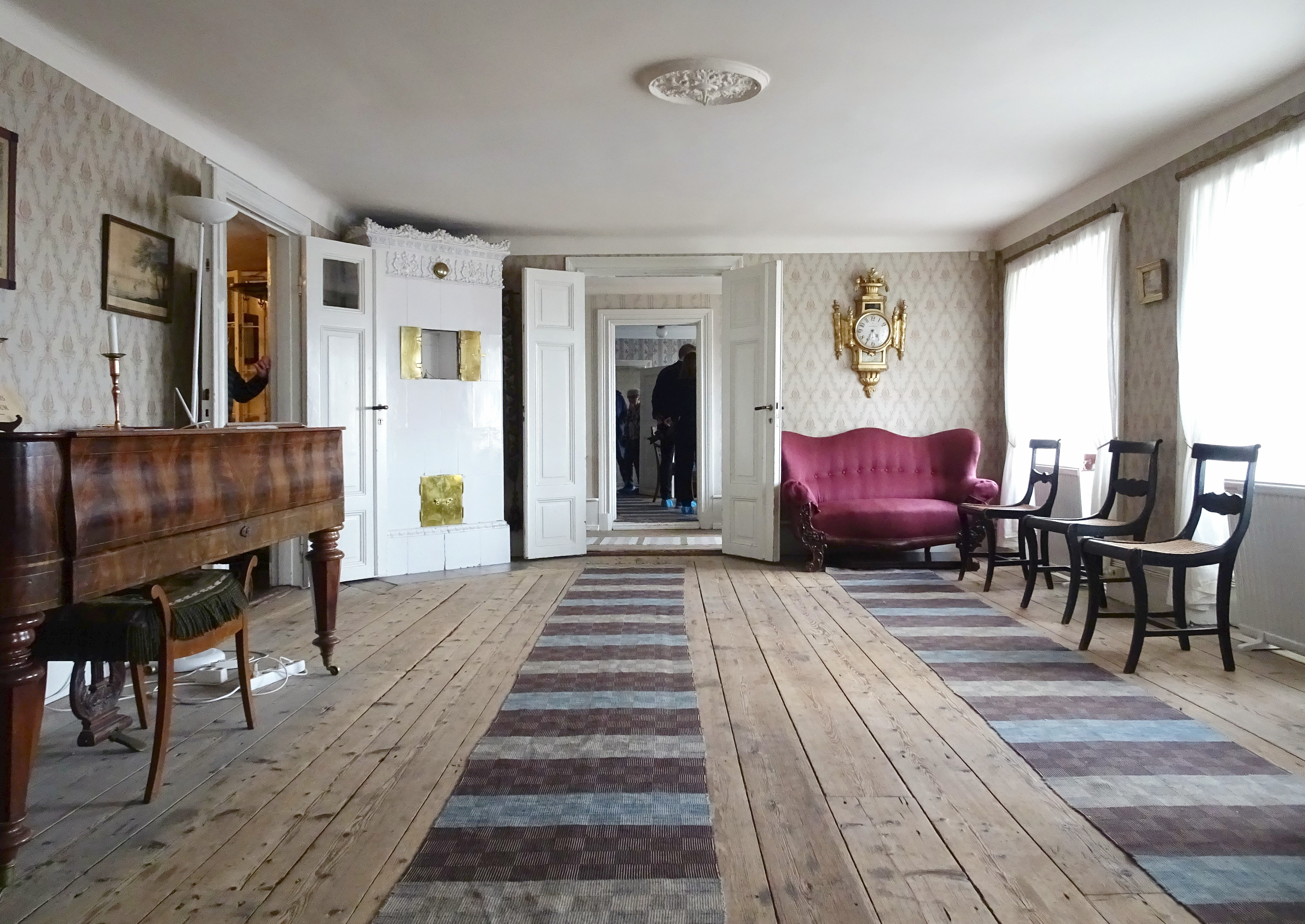
Borgarrummen

Licencjonowana pielęgniarka i działaczka ruchu robotniczego. W latach 1902–1925 pracowała jako inspektor ds. opieki nad dziećmi w Sztokholmskiej opiece społecznej. W 1902 była jedną z organizatorek Landsföreningen för kvinnans politiska rösträtt (Krajowego Stowarzyszenia Wyborów Politycznych Kobiet) – organizacji walczącej o prawa kobiet. Dzięki połączeniu swojego pochodzenia z klasy wyższej z radykalnie socjalistycznymi poglądami służyła za pomost pomiędzy skrajnie lewicowymi i prawicowymi sufrażystkami.
W latach 1911–1916 redaktor naczelny Morgonbris: gazety kobiecego skrzydła Szwedzkiej Socjaldemokratycznej Partii Robotniczej.
Członkini Rady Miasta Sztokholmu w latach 1911–1923.
Wraz z Anną Åbergsson stworzyła ruch wspierający ogrody działkowe w Szwecji. W 1906 założyły Föreningen koloniträdgårdar i Stockholm (Stowarzyszenie ogrodów działkowych w Sztokholmie) – pierwszą taką organizację w Szwecji.

## Upamiętnienie

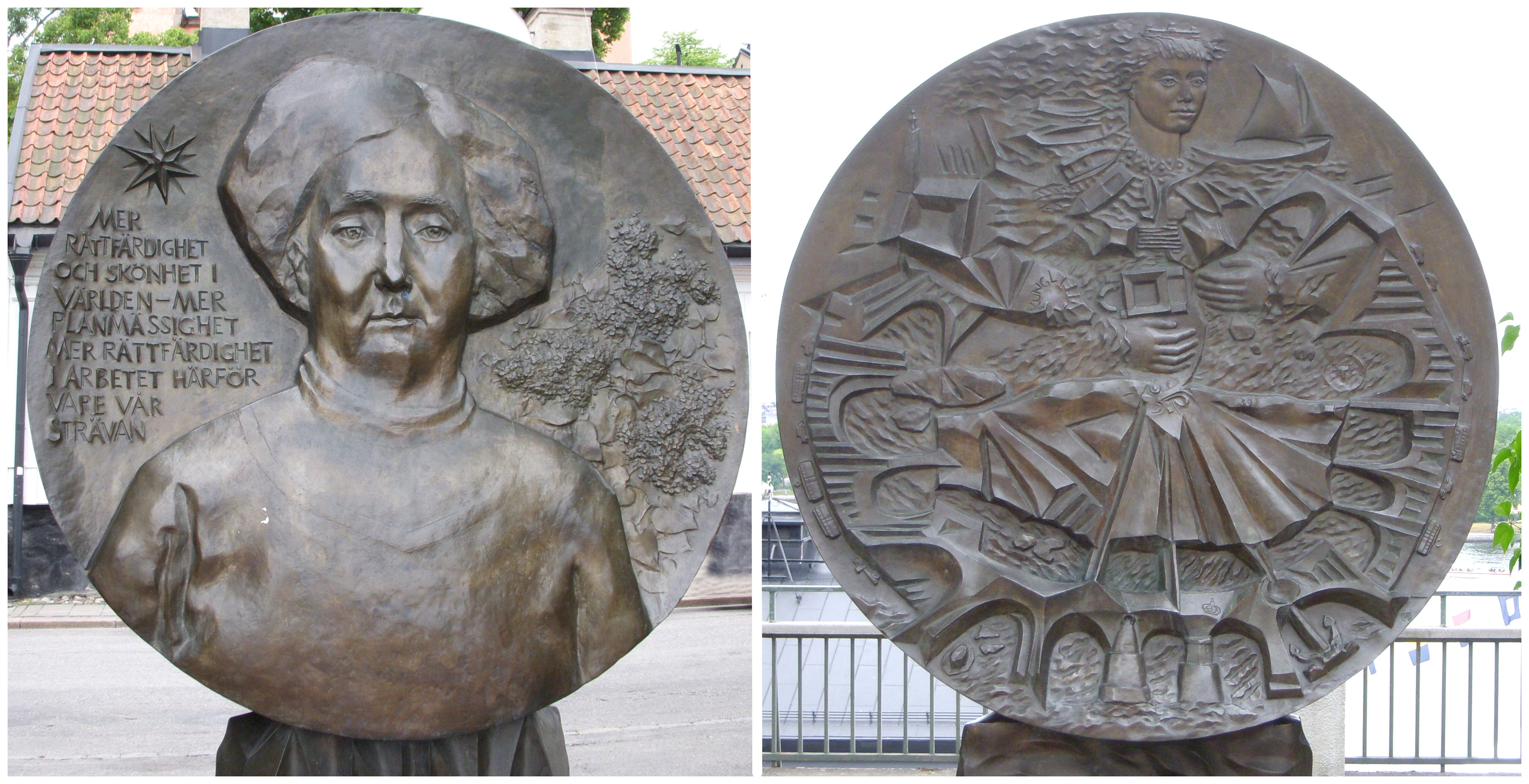
rzeźba dłuta Kerstin Kjellberg-Jacobsson

W Fjällgatan w Sztokholmie znajduje się muzeum Borgarrummen (Domy burżuazji) przedstawiające mieszkania kupców z XIX wieku. Zostało ono urządzone przez Annę Lindhagen, która mieszkała tam w ostatnich latach swojego życia.
W okolicy ustawiona jest również poświęcona jej rzeźba dłuta Kerstin Kjellberg-Jacobsson.
Pochowana została na cmentarzu Norra begravningsplatsen.